# Tibia (geleedpotige)

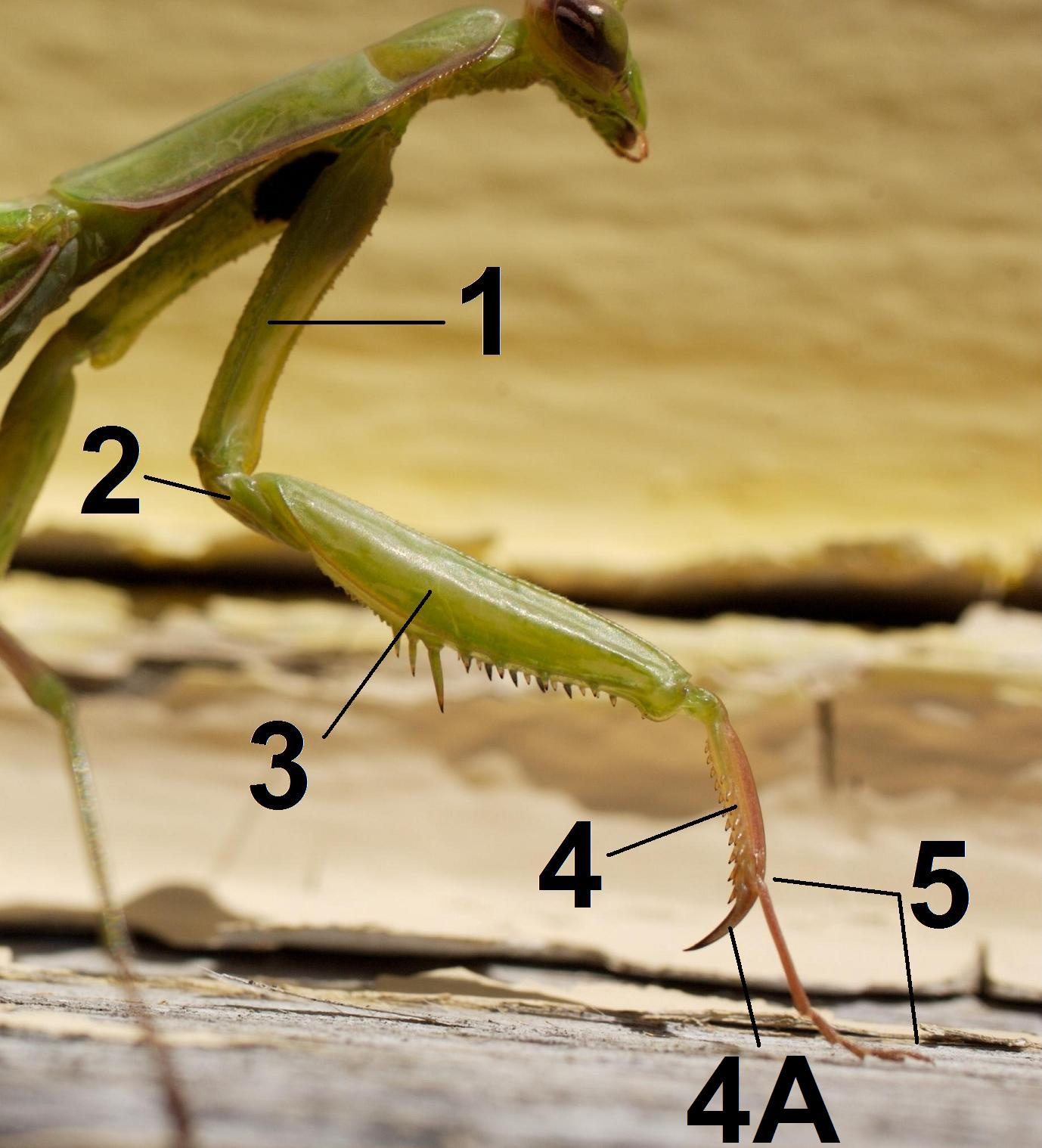
De tibia is aangegeven met het cijfer 4

De tibia of scheen is bij geleedpotige dieren een onderdeel van de poot. De tibia verbindt de dij (femur) met de voet (tarsus).